# Гавр (фільм)
«Гавр» (фр. Le Havre) — комедія-драма 2011 року, поставлена режисером Акі Каурісмякі у копродукції з кінематографістами Фінляндії, Франції та Німеччини.
Прем'єра фільму відбулася 17 травня 2011 року на 64-му Каннському кінофестивалі, де він брав участь в конкурсній програмі, здобувши три нагороди . 8 вересня 2011 року фільм вийшов у прокат в Німеччині, 9 вересня — у Фінляндії, 21 грудня — у Франції. У січні 2012 року фільм переміг у шести номінаціях (у тому числі як «найкращий фільм року») на премію «Юссі», головну кінематографічну кінопремію Фінляндії.

## Сюжет
Марсель Маркс, колишній письменник та колишній представник богеми, що давно вже поховав свої літературні мрії, живе в добровільному вигнанні в портовому місті Гаврі, ставши чистильником взуття. Його світ обмежений роботою, дружиною Арлетті і улюбленим баром — й таке існування його цілком влаштовує. Несподівано в його долю вдирається неповнолітній біженець з Африки. Арлетті тим часом захворює — і Марсель виявляється єдиним, хто в змозі допомогти хлопчикові у протистоянні з бездушною бюрократичною машиною. Він допомагає хлопчикові ховатися від поліції, а потім перебратися до Лондона.

## У ролях
| Андре Вільм        | … | Марсель Маркс                      |
| Каті Оутінен       | … | Арлетті                            |
| Жан-П'єр Дарруссен | … | комісар Моне                       |
| Блонден Мігель     | … | Ідрісса                            |
| Еліна Сало         | … | Клер                               |
| Евелін Діді        | … | Іветта                             |
| Квок Дунг Нгуен    | … | Чанг                               |
| Франсуа Монні      | … | бакалійник                         |
| Роберто П'яцца     | … | маленький Боб (в ролі самого себе) |
| П'єр Етекс         | … | доктор Беккер                      |
| Жан-П'єр Лео       | … | донощик                            |
| собака Лайка       |   |                                    |

## Знімальна група
- Автор сценарію — Акі Каурісмякі
- Режисер-постановник — Акі Каурісмякі
- Продюсер — Акі Каурісмякі
- Співпродюсери — Карл Баумгартнер, Рейнгард Брюндіґ, Фаб'єн Воньє
- Виконавчий продюсер — Ханна Хеміла
- Лінійний продюсер — Стефан Партеней
- Оператор — Тімо Салмінен
- Монтаж — Тімо Ліннасало
- Художник-постановник — Воутер Зун
- Художник по костюмах — Фридерик Камб'є

## Робота над фільмом
У одному з інтерв'ю Каурісмякі сказав, що не вірить в кіно, яке «підносить уроки» і що в нього «немає ніякого послання до людства», а фільм «Гавр» не варто розглядати як казку про взаємну підтримку бідняків. В той же час, за його словами, він намагався зробити фінал стрічки такою, «щоб у глядачів не залишилося причин для песимізму». Організувавши тестові покази, він дивився на реакцію публіки. «Якби глядачі не посміхалися, я б зрозумів, що зняв фільм марно. Втім, якби глядачі сміялися в голос, я б теж засмутився».
Ніщо не може бути кращим, ніж вийти з кіно в прекрасному настрої. Мені лестить, коли я думаю, що режисер може управляти глядачами, як диригент — оркестром.
— Акі Каурісмякі (2012)

## Реакція
Критики відмітили ретро-стилістику фільму; у рецензіях згадуються такі імена, як Чарлі Чаплін, Ясудзіро Одзу, Жан-П'єр Мельвіль, Жак Таті. Окрім того, участь у фільмі знаменитого французького актора Жана-П'єра Лео (в епізодичній ролі донощика) виглядає як омаж Франсуа Трюффо, у якого Лео зіграв свої найзначніші ролі.

## Нагороди та номінації
Загалом фільм отримав 30 номінацій та 6 фестивальних та професійних кінематографічних нагород.
| Кінопремія                          | Дата церемонії | Категорія                                    | Номінант(и)        | Результат | Дж |
| ----------------------------------- | -------------- | -------------------------------------------- | ------------------ | --------- | -- |
| Каннський кінофестиваль             | 2011           | Золота пальмова гілка                        | Гавр               | Номінація |    |
| Каннський кінофестиваль             | 2011           | Приз ФІПРЕССІ                                | Гавр               | Перемога  |    |
| Каннський кінофестиваль             | 2011           | Приз екуменічного журі                       | Гавр               | Перемога  |    |
| Каннський кінофестиваль             | 2011           | Премія «Пальмовий пес»                       | собака Лайка       | Перемога  |    |
| Міжнародний кінофестиваль у Локарно | 2011           | Приз кінокритиків найкращій акторці          | Каті Оутінен       | Перемога  |    |
| Мюнхенський кінофестиваль           | 2011           | Найкращий міжнародний фільм                  | Гавр               | Перемога  |    |
| Міжнародний кінофестиваль у Чикаго  | 2011           | Золотий Г'юго за найкращий міжнародний фільм | Гавр               | Перемога  |    |
| Національна рада кінокритиків США   | 2011           | ТОП-5 фільмів іноземною мовою                | Гавр               | Перемога  |    |
| Приз Луї Деллюка                    | 2011           | Найкращий фільм                              | Гавр               | Перемога  |    |
| Премія Європейської кіноакадемії    | 2011           | Найкращий європейський фільм                 | Гавр               | Номінація |    |
| Премія Європейської кіноакадемії    | 2011           | Найкращий європейський режисер               | Акі Каурісмякі     | Номінація |    |
| Премія Європейської кіноакадемії    | 2011           | Найкращий європейський сценарист             | Акі Каурісмякі     | Номінація |    |
| Премія Європейської кіноакадемії    | 2011           | Найкращий європейський актор                 | Андре Вільм        | Номінація |    |
| Премія «Юссі»                       | 2012           | Найкращий фільм                              | Гавр               | Перемога  |    |
| Премія «Юссі»                       | 2012           | Найкращий режисер                            | Акі Каурісмякі     | Перемога  |    |
| Премія «Юссі»                       | 2012           | Найкраща акторка другого плану               | Еліна Сало         | Перемога  |    |
| Премія «Юссі»                       | 2012           | Найкращий актор другого плану                | Жан-П'єр Дарруссен | Номінація |    |
| Премія «Юссі»                       | 2012           | Найкращий сценарій                           | Акі Каурісмякі     | Перемога  |    |
| Премія «Юссі»                       | 2012           | Найкращий оператор                           | Тімо Салмінен      | Перемога  |    |
| Премія «Юссі»                       | 2012           | Найкращий монтаж                             | Тімо Ліннасало     | Перемога  |    |
| Премія «Юссі»                       | 2012           | Найкращі декорації                           | Воутер Зун         | Номінація |    |
| Премія «Юссі»                       | 2012           | Найкращий дизайн костюмів                    | Фридерик Камб'є    | Номінація |    |
| Премія «Люм'єр»                     | 13 січня 2012  | Найкращий фільм                              | Гавр               | Номінація |    |
| Премія «Люм'єр»                     | 13 січня 2012  | Найкращий режисер                            | Акі Каурісмякі     | Номінація |    |
| Премія «Люм'єр»                     | 13 січня 2012  | Найкращий актор                              | Андре Вільм        | Номінація |    |
| Премія «Сезар»                      | 24 лютого 2012 | Найкращий фільм                              | Гавр               | Номінація |    |
| Премія «Сезар»                      | 24 лютого 2012 | Найкраща режисерська робота                  | Акі Каурісмякі     | Номінація |    |
| Премія «Сезар»                      | 24 лютого 2012 | Найкращі декорації                           | Воутер Зун         | Номінація |    |
| Премія Давид ді Донателло           | 2012           | Найкращий іноземний фільм                    | Гавр               | Номінація |    |